# بريست كانسر ناو

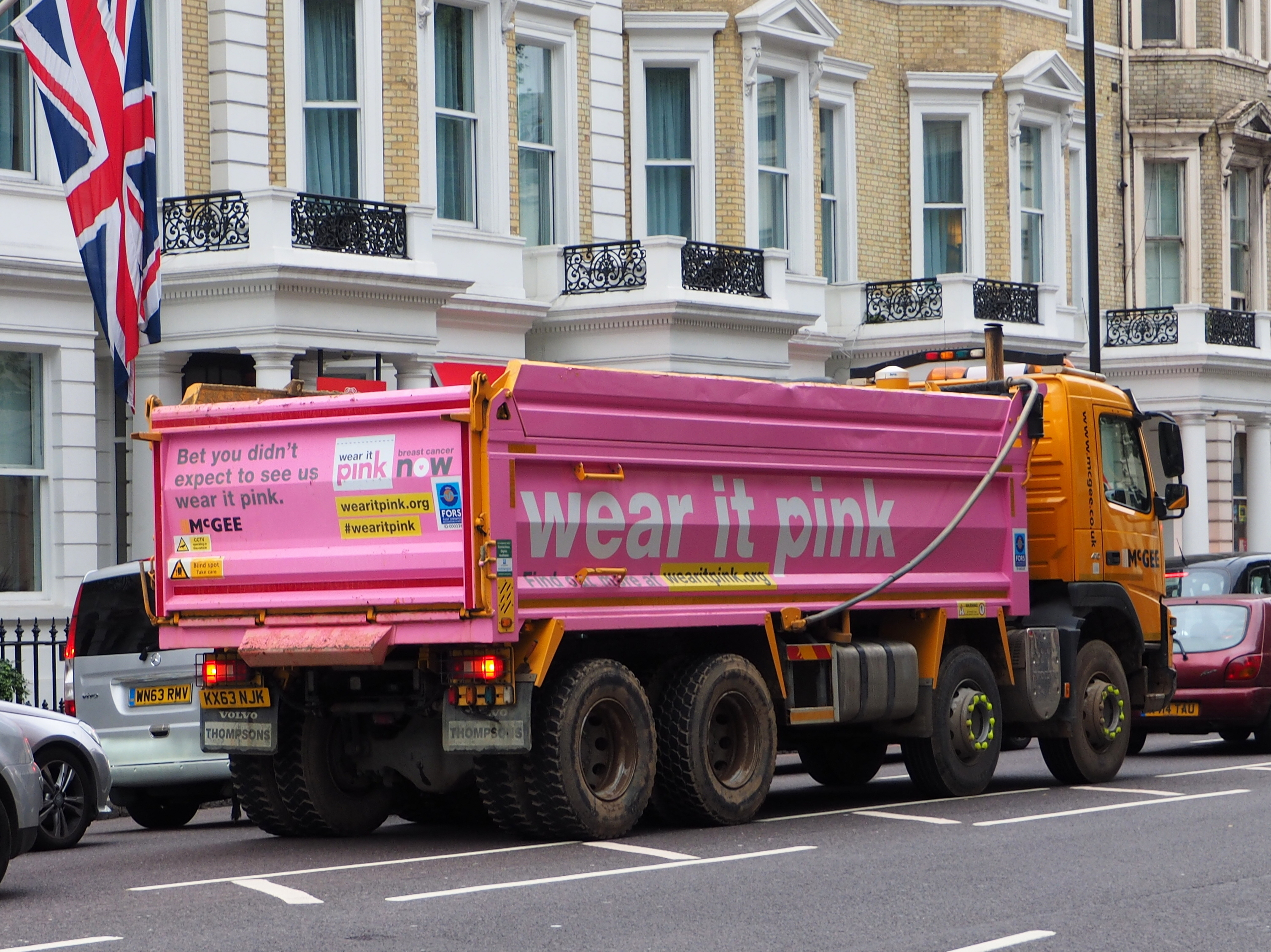

مؤسسة بريست كانسر ناو هي مؤسسة خيرية في المملكة المتحدة تم تشكيلها في عام 2015 عن طريق دمج حملة سرطان الثدي ومؤسسة طفرة سرطان الثدي (Breathrough Breast Cancer).
إنها أكبر جمعية خيرية لسرطان الثدي في المملكة المتحدة. وتتمحور «خطة العمل» المعلنة  حول أنه بحلول عام 2050، سيعيش كل من يعانون من سرطان الثدي. ومن بين مشاريع أخرى، تقدم الجمعية الخيرية معظم التمويل لمركز أبحاث توبي روبينز  الخاص بمؤسسة بريست كانسر ناو في معهد أبحاث السرطان في لندن والذي يوظف 120 عالماً وطبيبًا.

## الإدارة
الرئيس التنفيذي للمؤسسة هو ديليث مورغان، ديليث جين مورغان، والأمير تشارلز هو راعيها.

## الإندماج
في (نوفمبر) 2018، أعلنت كلًا من مؤسسة بريست كانسر ناو الخيرية التي تركز على إجراء الأبحاث ومؤسسة رعاية مرضى سرطان الثدي أنهما ستندمجان في 1 أبريل 2019، مما يخلق مؤسسة خيرية بدخل يبلغ حوالي 45 مليون جنيه إسترليني. يرأس الجمعية الخيرية المدمجة جيل تومبسون الذي كان في السابق أمينًا لرعاية سرطان الثدي، على أن يكون الرئيس التنفيذي هو دليث مورغان، والذي كان الرئيس التنفيذي السابق لمؤسسة بريست كانسر ناو. يقع  مقر المؤسستين بعد دمجهما في مكاتب بريست كانسر ناو في ألدغيت، لندن. ستعمل المؤسسة الخيرية باستخدام كلا الاسمين لمدة عام تقريبًا، إذ يُتوقع تقديم شعار واسم جديد لها.

## التبرعات
أصبح الحدث الرئيسي لجمع التبرعات لصالح بريست كانسر ناو هو حملتهم «ارتدِ اللون الوردي». يُعد هذا واحدًا من أكبر الأحداث لجمع التبرعات في المملكة المتحدة حيث جمعت المؤسسة أكثر من 33 مليون جنيه إسترليني منذ إطلاقها في عام 2002.
في عام 2019، يكون تاريخ حملة «ارتدِ اللون الوردي». موافقًا ليوم الجمعة 18 أكتوبر.